# États provinciaux (Ancien Régime)

Organisation administrative du royaume de France durant l'Ancien Régime.

Dans le système politique du royaume de France,  les états provinciaux, officiellement appelés les états particuliers (pour les distinguer des états généraux qui réunissaient des députés de toutes les provinces de France), ou tout simplement les états, étaient des assemblées réunissant les députés des différentes circonscriptions territoriales d'une province afin de délibérer et de décider dans le domaine de la fiscalité. Ces circonscriptions étaient de trois ordres : les seigneuries laïques importantes (appelées souvent baronnies), les seigneuries ecclésiastiques, et les seigneuries urbaines des villes ayant le privilège de haute justice et de s'administrer. Contrairement à une idée répandue par l'abbé Sieyès au moment de la Révolution française et reprise depuis par les historiens bourgeois[à définir], les députés du tiers-état ne représentaient pas tous ceux qui n'étaient ni nobles ni ecclésiastiques, mais exclusivement les habitants des grandes villes, c'est-à-dire la bourgeoisie.
Sans se réduire à cette question, les impôts étaient leur raison d'être principale à toutes les époques : leur assentiment généralement formel était accompagné de doléances dûment rédigées et transmises au roi ou à ses conseils. À l'époque moderne néanmoins, ces assemblées deviennent des administrations complètes, chargées des politiques publiques qui seront plus tard dévolues aux départements : aménagement du territoire (ponts et chaussées), assistance… sont de leur ressort.
Le fondement historique de cette institution est le fait que les peuples relevant de la Couronne de France sont des peuples libres, par opposition aux peuples tributaires soumis aux empires. Il en résulte qu'aucune contribution en argent ou en nature ne peut lui être imposée sans qu'il y ait consenti par ses représentants.
Les provinces bénéficiant d'états provinciaux étaient appelées pays d'états, celles où les impôts étaient fixés par les représentants du roi étaient nommées pays d'élection, et ceux dépendant de la seule autorité du Roi de France, pays d'imposition.

## Origine
Au XVe siècle, les Valois réunissent fréquemment leurs grands feudataires dans le domaine royal pour leur demander des subsides, jugeant ce type de réunion plus commode et moins dangereux pour l'autorité du roi que les états généraux. Au XVIe siècle, les états provinciaux perdent de leur importance et disparaissent progressivement dans une grande partie de la France. Ils ne survivent que dans les provinces rattachées tardivement au domaine royal : Bourgogne, Bretagne, Béarn, Artois, Provence, Cambrésis et Flandre ainsi que dans quelques pays pyrénéens comme la Soule. En tout, il existait 16 états provinciaux au XVIe siècle. La Bretagne, à la suite de son rattachement (1532) et des garanties données quant à ses privilèges, connut une évolution contraire à la plupart des autres provinces, hormis également le Languedoc. Depuis l'édit du 7 janvier 1499 légitimant leur consentement aux lois nouvelles, les États de Bretagne jouèrent un rôle non négligeable de défense des intérêts de la province jusqu'à la Révolution française.

## Fonction
Les états provinciaux votaient les impôts dans leur province : ils en fixaient la levée (montant et répartition), l'administration et l'emploi. De ce fait, les pays d'états étaient moins imposés que ceux d'élections. Necker avait calculé que la Bretagne, pays d'états, ne payait que 12 livres d'impôt par tête, alors que la Normandie, pays d'élections en payait 29. Comme souvent, le roi ménageait les provinces qui risquaient de lui opposer une certaine résistance. De plus, la monarchie se sentait liée par ses anciens engagements. Les états provinciaux bénéficiaient de plus de l'appui de la noblesse qui y siégeait et qui constituait un relais actif à la cour. Enfin, à partir du XVIIIe siècle, les états provinciaux souscrivent des emprunts pour alimenter le budget de l'État, de plus en plus déficitaire. Il fallait donc les ménager. De ce fait, chez les penseurs critiquant la monarchie absolue, Fénelon et Montesquieu entre autres, les pays d'états sont considérés comme jouissant de plus de libertés et comme mieux mis en valeur par les travaux publics décidés par les états provinciaux. Les recherches historiques ont démontré que les constructions de routes et de canaux, les incitations au développement de l'agriculture et de l'industrie sont équivalentes dans les pays d'élections.
Pour Marcel Marion, les états provinciaux étaient essentiellement des institutions oligarchiques, réactionnaires et ne défendant que leurs propres privilèges. La répartition des impôts était aussi injuste et inégalitaire que dans les pays d'élections. De plus les membres des états provinciaux n'étaient pratiquement pas élus ou au sein d'un nombre réduit de familles. À partir du XVIIe siècle, la noblesse prit une part toujours plus prépondérante en Bretagne et, un peu moins nettement, en Provence. Pour Marie-Laure Legay, ces assemblées deviennent au XVIIIe siècle des administrations qui relaient parfaitement les directives royales, grâce à la mise en place de commissions permanentes, bureaux exécutifs qui administrent la province entre deux sessions d'assemblées et qui coopèrent avec Versailles par le biais de députations dans la capitale.

## États particuliers
Certains états provinciaux sont en partie subdivisés en états particuliers. Comme toujours pour l'Ancien Régime, on assiste à un empilement de vieux privilèges et autonomies difficiles à distinguer et à hiérarchiser.
En Bourgogne. Il y avait des états particuliers pour les comtés d'Auxonne, d'Auxerre, de Charolais et de Mâconnais, et pour le pays de Gex, le Bugey, la Bresse. Seuls les états particuliers du Mâconnais, du pays de Gex, du Bugey et de la Bresse survivent à la veille de la révolution. Ces états n'étaient pas des subdivisions des états de Bourgogne, ils lui étaient juste subordonnés. Leur rôle était presque nul car c'est l'intendant qui y fixait l'assiette et la répartition de la taille.
Pour le Languedoc, la subdivision n'est vraiment pas nette. Les états diocésains ou assiettes répartissent les fonds à lever dans le diocèse. On trouve aussi des « petits états » en Vivarais, Velay, Gévaudan et Albigeois. Ces derniers comptent dans leur rang l'évêque, le baron, les consuls des villes qui ont le droit de siéger au sein des états particuliers et quelques autres. Là encore, il n'y a pas d'élection des membres. À partir de 1751, la durée de session des états diocésains et des états particuliers est limitée à 8 jours afin de restreindre les émoluments que touchent leurs membres quand ils siègent. D'ailleurs, certains cahiers de doléances comme celui de la communauté d'Uchau, réclament que les membres des États de Languedoc, soit librement élus pour représenter véritablement la province.

## Fin des états provinciaux
À la fin du XVIIe siècle, la plupart des états provinciaux ont disparu ou ne jouent plus aucun rôle. En Provence, ils sont devenus de simples assemblées de communauté. Même l'Alsace pourtant récemment annexée perd les siens dès 1683. Seuls la Bourgogne, la Bretagne, le Languedoc, les provinces du nord de la France et quelques provinces pyrénéennes les conservent.
En 1789, les états provinciaux de Languedoc, de Provence, de Bretagne revendiquent au nom des anciennes coutumes et privilèges, le droit de désigner les députés aux états généraux qui devaient se réunir le 1er mai 1789 à Versailles. Cela soulève l'indignation de l'opinion publique de ces provinces, indignation parfois exprimée de manière violente. Aux yeux des « patriotes » il devient urgent de supprimer les états provinciaux pour régénérer la Nation et achever l'unité nationale.
Le 22 décembre 1789, l'Assemblée nationale décrète notamment la cessation d'activités des états provinciaux, assemblées provinciales et assemblées inférieures le jour où les administrations de département et de district seront formées.
Le décret du 26 février 1790 fixe la nouvelle division du royaume. L'article 4 dispose : « la division du royaume en départements et districts n'est décrétée quant à présent que pour l'exercice du pouvoir administratif, et les anciennes divisions relatives à la perception des impôts et au pouvoir judiciaire subsisteront jusqu'à ce qu'il en ait été autrement ordonné ».
Un décret des 28 et 30 juin 1790 met les nouvelles administrations en activité. Ce décret prévoit les premières réunions des conseils de district le 15 septembre et celles des conseils de département le 1er octobre.
Le décret du 8 mars 1791 relatif aux employés des anciennes administrations (mise en place d'une pension notamment) est adopté.
Le 12 avril, un décret déclare les dettes des pays d'États dettes nationales.
Le 21 septembre 1791, un décret supprimant tous les commissariats des provinces d'États à compter du 1er novembre suivant est adopté.

## Modèle
Généralement on ne peut que dresser une sorte de modèle fictif, récapitulant leurs caractéristiques, sans que ce modèle n'ait jamais été réalisé substantiellement en aucun lieu ni à aucune date. On peut cependant essayer d'expliquer le fonctionnement général des états provinciaux.
- L'initiative de la réunion appartenait exclusivement au roi qui annonçait sommairement son motif en même temps que le lieu et la date. En général il respectait la date traditionnelle. Seule sa défaillance pouvait éventuellement justifier une assemblée spontanée.

- La représentativité des participants était globalement inférieure à celle des états généraux. Les membres du clergé ne participaient qu'en tant que propriétaires, la noblesse parlant en son nom et pour les habitants des campagnes et le tiers état étant réduit aux représentants de certaines villes. Bien souvent, il n'y avait même pas d'élections. On était membre de droit parce qu'évêque, abbé, maire ou consul de telle ou telle ville. Dans quelques états provinciaux le tiers état était tout simplement absent.

- Après l'envoi des lettres de convocation, d'éminents commissaires du roi (gouverneur, président du parlement, trésorier ou général des finances) venaient assurer l'exécution des volontés du monarque. Dans certains états provinciaux comme en Normandie, les députés ne se rendent plus aux séances ce qui précipite la fin des réunions. En Dauphiné, ce sont les Parlements qui ont mené à l'éviction de concurrent gênant. En fait, la politique royale avait intérêt à supprimer ce maillon gênant en le doublant par un réseau d'élus, c'est-à-dire de personnes nommées par le roi.

- L'assemblée ne durait que quelques jours. Elle était en général présidée par un prélat désigné par le roi. L'intendant suivait de près et préparait les débats, ce qui réduisait d'autant l'autonomie des assemblées. Si les états provinciaux étaient de quelque importance, des structures modestes pouvaient assurer la continuité entre les assemblées : préparation de l'assemblée, rédaction des cahiers de doléances, suivi de quelques affaires ou tâches administratives diverses. Les plus importantes étaient appelées commissions intermédiaires au XVIIIe siècle en Bretagne, « Assemblée générale des communautés » en Provence ou encore « Chambre des élus » en Bourgogne, contrôlés par la « Chambre des alcades » entre les sessions. Beaucoup d'historiens se sont moqués de députés aux états provinciaux qui ne cherchaient qu'à toucher des frais de mission et des jetons de présence.

- Les états provinciaux s'occupaient de l'examen des questions fiscales, de la rédaction des cahiers de doléances et d'affaires particulières à la province.

- La reconduction d'un impôt habituel se faisait par simple assentiment sans discussion de conséquence.
  - Même dans les nombreux cas d'augmentation et surtout de création de taxe, la réaction de l'assemblée ne pouvait guère aller au-delà de réclamations et autres protestations médiocrement suivies d'effets.
  - Un édit de 1579 confirme la capacité des états provinciaux à valider les impositions demandées. Le montant de l'impôt accepté par la province était appelé don gratuit.
  - En échange d'efforts fiscaux particuliers, les états provinciaux nourrissaient l'espoir que leur province bénéficie d'investissements spécifiques. C'est le cas du Languedoc qui percevait lui-même ses impôts, en reversait une partie à l'État central et employait l'autre dans la province. Il finança ainsi le canal du Midi et un excellent réseau routier. Mais le Languedoc est une exception parmi les états provinciaux.

- Une délégation représentant l'assemblée rejoignait la cour et remettait le cahier des doléances au Conseil privé. Dans les états provinciaux importants, en plus des députés des trois ordres, la délégation était conduite par le procureur syndic, émanation de la structure maintenue entre les sessions. Les doléances ne restaient pas nécessairement lettres mortes et pouvaient inspirer certains actes législatifs : lettres patentes, arrêts du Conseil ou règlements généraux.